# Oscillations amorties

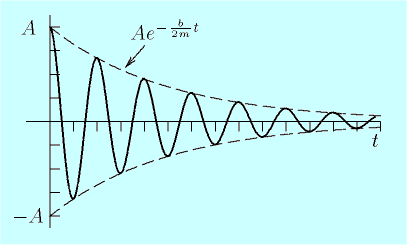
Ondes amorties.

Les oscillations amorties sont des ondes composées d'oscillations dont l'amplitude, après avoir atteint un maximum, diminue graduellement.

## Radiotélégraphie

Trains d’ondes amorties radiotélégraphiques créés par un émetteur à ondes amorties.

En radiotélégraphie, on désigne le « type d'ondes amorties » par la lettre B (avant 1982) : les trains d'ondes étant manipulés suivant un code télégraphique.

### Restrictions concernant ce type d'émissions
En 1947 : Se déroule la conférence mondiale d'Atlantic City pour répartir les fréquences hertziennes entre les différents utilisateurs et donc pour la recommandation de l'usage des émissions de la classe B ;
En 1949 : L'usage des émissions de la classe B est interdit dans toutes les stations. Exceptionnellement, les stations de navire relevant de l’Australie peuvent, lorsqu'elles opèrent à proximité des côtes de leur pays, continuer à utiliser à titre temporaire, sur les fréquences 425 et 500 kc/s, leurs équipements à ondes amorties actuellement existants. 
Toutefois, la classe B reste admise pour les installations de secours de réserve des stations de navire et pour les équipements des embarcations, radeaux et engins de sauvetage.